# Sotero Cosme
Sotero Cosme (Porto Alegre, 1905 – Paris, 1978) foi um artista e músico brasileiro. É considerado como um dos melhores desenhistas do país nas décadas de 20 e 30 no estilo art déco.
Filho de José Pereira Cosme, ligado às artes, em sua casa conheceu a primeira geração modernista de intelectuais porto-alegrenses, como Augusto Meyer, Theodomiro Tostes, Athos Damasceno, Armando Albuquerque e Radamés Gnatalli. Era irmão do músico Luiz Cosme.
Fez a ilustração de capa da estreia da Revista Madrugada, considerado um dos melhores traços art déco da época, a revista foi lançada em 25 de setembro de 1926. Era responsável pela edição de arte da revista que durou somente cinco edições, mas na qual Sotero antecipou a ousadia visual que a  Revista do Globo assumiria, para quem também fez a primeira capa.
Foi violinista do Conservatório de Música, onde ganhou uma bolsa de estudos em Paris no início da década de 1930. Lá expôs seus desenhos na Galerie Bernheim entre 11 e 24 de dezembro de 1948. Optou pela carreira diplomática, servindo nos consulados brasileiros de Florença, Nova Iorque e na embaixada em Paris, onde faleceu. Atuando como cônsul na década de 1950, fez parte do trio formador da comissão organizadora da Copa do Mundo de 1950 ao lado de Ottorino Barassi e Stanley Rous. O trio também atuou no comitê organizador do Torneio Internacional de Clubes Campeões de 1951 conhecido como Copa Rio.

## Legado
O MARGS possui alguns exemplares de seus desenhos. A Casa de Cultura Mário Quintana, possui uma galeria com seu nome, parte do Museu de Arte Contemporânea.